# På gränsen (film)
På gränsen, originaltitel The Edge, är en amerikansk film från 1997. I huvudrollerna syns Anthony Hopkins och Alec Baldwin.

## Handling
Den bildade miljardären Charles Morse åker tillsammans med ett fototeam med den självupptagna fotografen Robert "Bob" Green i spetsen till Alaskas ödemarker. Med på resan är också Morses fru, den unga modellen Mickey. Männen ska göra ett fotojobb, men Bob är inte nöjd med bilderna och får nys om en inuit som lever i området och bestämmer sig för att söka upp honom, för att få honom att stå modell istället. Under resan störtar planet i en sjö och piloten dör. Charles, Bob och fotoassistenten Steven tvingas nu överleva i den hårda naturen och försöka ta sig tillbaka till baslägret. Men det står snart klart för dem att den hårda naturen inte är deras enda problem – i skogen strövar en hungrig kodiakbjörn som snart är dem på spåren och som ständigt är dem hack i häl. Snart inser de dock att ödemarken kanske inte är den största faran, utan rädslan och vänskapen mellan dem.

## Om filmen
På gränsen regisserades av Lee Tamahori och filmens manus skrevs av David Mamet.

## Rollista (urval)
- Anthony Hopkins - Charles Morse
- Alec Baldwin - Robert "Bob" Green
- Harold Perrineau - Steven
- Elle Macpherson - Mickey Morse
- Bart the Bear - kodiakbjörnen